# Un dia inesperat
Un dia inesperat  (títol original: If Only) és una pel·lícula estatunidenca-britànica dirigida per Gil Junger, estrenada l'any 2004. Als Estats Units, finalment va ser difosa a la televisió el 15 de gener de 2006 a l'ABC Family. Ha estat doblada al català.

## Argument
Samantha (Hewitt) és una estudiant americana que viu a Londres amb Ian (Paul Nicholls), el seu promés anglès, un home que no sap expressar el que sent. Sam és impulsiva i poc convencional, estudia violí en una escola de música i fa classe a nens petits. Ian és un jove executiu, centrat i assenyat, però Sam creu que l'única cosa que li interessa és el seu treball. La seva relació arriba a un moment crucial: o Ian expressa els seus sentiments i es compromet amb ella o, en cas contrari, ella tornarà als Estats Units, doncs ja ha acabat els seus estudis. Fins que Ian somia que Samantha morirà en un accident. L'endemà del somni, Ian s'adona que reviu els últims moments amb la seva promesa i que potser té una possibilitat de salvar-la. El seu treball passa a un segon pla i esdevé el company ideal de Samantha el temps que el destí ha decidit de deixar-los.

## Repartiment
- Jennifer Love Hewitt: Samantha Andrews
- Paul Nicholls: Ian Wyndham
- Lucy Davenport: Lottie
- Tom Wilkinson: El taxista

## Crítica
- "Vehicle al servei de l'actriu Jennifer Love Hewitt (...) un convencional relat d'amor-desamor (...) Simpàtica a estones, intranscendent en la major part del seu metratge."[4]